# وحدت أباد (دير)
وحدت أباد (بالفارسية: وحدت‌آباد) هي قرية تقع في قسم آبكش الريفي (مقاطعة دير) في إيران. يقدر عدد سكانها بـ 325 نسمة بحسب إحصاء 2016.